# Базов Евразиец
Базов евразиец е хипотетична предполагаема линия на анатомично модерни хора с намален или нулев примес на архаичен хоминин (неандерталец) в сравнение с други древни неафриканци. Базалните евразийци представляват сестринска линия на други евразийци и може да са произлезли от южната част на Близкия изток, по-специално от Арабския полуостров или Северна Африка, и се казва, че са допринесли с произхода на различни западноевразийски, южноазиатски и централноазиатски, както и африкански групи. Този основен евразийски компонент също се предлага, за да обясни по-ниската архаична смес сред съвременните западноевразийци в сравнение с източноевразийците, въпреки че съществуват и алтернативи без необходимост от такава базална добавка.

## Описание
Проучване на Lazaridis et al. през 2014 г. демонстрира, че съвременните европейци могат да бъдат моделирани като смес от три популации на предци; Древни северноевразийци (ANE), западни ловци събирачи (WHG) и ранни европейски земеделци (EEF). Същото това проучване показа също, че EEF имат произход от хипотетична неафриканска „призрачна“ популация, която авторите наричат „базални евразийци“. Смята се, че тази група, за която все още не са взети проби от древни останки, се е отклонила от всички неафрикански популации c. Преди 60 000 до 100 000 години, преди неафриканците да се смесят с неандерталците (преди около 50 000 до 60 000 години) и да се диверсифицират един от друг. Второ проучване на Lazaridis et al. през 2016 г. установи, че популациите с по-високи нива на базално евразийско потекло имат по-ниски нива на неандерталско потекло, което предполага, че базалните евразийци са имали по-ниски нива на неандерталско потекло в сравнение с други неафриканци. Друго проучване на Ferreira et al. през 2021 г. предполага, че базалните евразийци са се отделили от други евразийци между 50 000 и 60 000 години и са живели някъде в Арабския полуостров, по-специално в района на Персийския залив, малко преди истинските евразийци да се смесят с неандерталско население в регион, простиращ се от Леванта до северен Иран.
В съвременните популации неандерталското потекло е с около 10% до 20% по-малко при жителите на Западна Евразия, отколкото при жителите на Източна Евразия, с междинни нива, открити в популациите на Южна и Централна Азия. Въпреки че сценарий, включващ множество събития на смесване между съвременните хора и неандерталците, е алтернативна възможност, най-вероятното обяснение за това е, че неандерталското потекло в западните евразийци и южните и централните азиатци е разредено от смесване с базални евразийски групи.

## Възможен произход
Базалните евразийци може да са произлезли от регион, простиращ се от Северна Африка до Близкия изток, преди да се смесят със западно-евразийските популации. Северна Африка е описана като силен кандидат за мястото на появата на базалните евразийци от Loosdrecht et al. през 2018 г. Ferreira и др. през 2021 г. аргументира точката на произход на базалните евразийци в Близкия изток, по-специално в района на Персийския залив на Арабския полуостров. Тъй като базалните евразийци са имали ниски нива на неандерталско потекло, генетични и археологически доказателства за взаимодействия между съвременните хора и неандерталците могат да позволят определени области, като Леванта, да бъдат изключени като възможни източници за базални евразийци. В други области, като южна Югозападна Азия, понастоящем няма доказателства за припокриване между съвременните човешки и неандерталски популации.

## Оценка на основните компоненти
Оценка за жителите на Близкия изток от холоценската епоха (напр. мезолитни кавказки ловци събирачи, мезолитни и неолитни иранци и натуфианци) предполага, че те са се образували от до 70% базално евразийско потекло (средно 50% базално и 50% „неизвестен ловец събирач"), като останалите са по-близо до западните ловци събирачи (WHG) и/или древните северноевразийци (ANE). Предполага се, че мезолитното и неолитното иранско потекло произхожда съответно от около 66% (66±13%) и 62% от базалните евразийци, като останалото потекло е съставено от древните северноевразийски или източни ловци събирачи (EHG), подобни на предци, докато натуфианците произлизат между 60 и 70% от предците на базалните евразийци, като останалото потекло е по-близо до западните ловци събирачи (WHG).
Установено е, че древните северноафрикански иберомаврийски (тафоралт) индивиди имат ~65% западноевразийско потекло и се считат за вероятни преки потомци на такова „базално евразийско“ население. Въпреки това е доказано, че те са генетично по-близки до иранците от епохата на холоцена и левантийските популации, които вече съдържат повишена архаична (неандерталска) смес.
Ранните европейски фермери (EEF), които са имали някакво западноевропейско потекло, свързано с ловци събирачи и произхождащи от Близкия изток, също извличат приблизително 30% (до до 44%) от своето потекло от тази хипотетична базова евразийска линия. Екземпляр от горен палеолит от пещерата Kotias Klde в Кавказ (Caucasus_25,000BP) има около 24% основно евразийско и 76% европейско потекло от горен палеолит.
Сред съвременните популации основното евразийско потекло достига своя връх сред арабите (като катарците) на c. 45%, а сред иранското население при c. 35%, а също така се среща в значителни количества сред съвременните северноафриканци, в съответствие с високия афинитет към „арабския клон“ на евразийското разнообразие, което се разпространи в Северна и Североизточна Африка между 30 и 15 хиляди години. Съвременните популации на Леванта произлизат между 35 и 38% от предците на базалните евразийци, съвременните анадолци и популациите от Кавказ произлизат между 25 и 30% от предците на базалните евразийци, а съвременните европейци произлизат около 20% от предците на базалните евразийци. Счита се, че съвременните бедуини и йеменци представляват преки наследници на базалните евразийци, носещи най-голямо количество местно „арабско потекло“ и са основни за всички съвременни евразийски популации, без да показват по-висока „свързана с Африка“ смес, и по този начин „са сред най-добрите генетични представители на автохтонното население на Арабския полуостров “.